# دیانا سیلوا
دیانا سیلوا (انگلیسی: Diana Silva؛ زادهٔ ۴ ژوئن ۱۹۹۵) بازیکن فوتبال اهل پرتغال است.
از باشگاه‌هایی که در آن بازی کرده‌است می‌توان به باشگاه فوتبال اسپورتینگ پرتغال اشاره کرد.
وی همچنین در تیم‌های ملی فوتبال Portugal women's national under-19 football team و زنان پرتغال بازی کرده‌است.